# Маний Курий Дентат
Ма́ний Ку́рий Дента́т (лат. Manius Curius Dentatus; около 321—270 годы до н. э.) — древнеримский политический деятель и военачальник, четырёхкратный консул (в 290, 284, 275 и 274 годах до н. э.), цензор в 272 году до н. э. Во время своего трибуната (вероятно, в 298 году до н. э.) успешно боролся за права плебеев. Одержал окончательные победы над самнитами и сабинами, в 275 году до н. э. разгромил Пирра при Беневенте и таким образом обеспечил Риму господство над Южной Италией. Четырежды удостаивался триумфа за свои военные успехи. В конце жизни был цензором.
В античной литературе Маний Курий стал героем ряда нравоучительных историй и одним из символов староримских добродетелей. В частности, известна история о том, как Дентат отверг дары самнитских послов.

## Происхождение
Маний Курий принадлежал к незнатному плебейскому роду Куриев. Согласно консульским фастам, его отец и дед носили тот же преномен — Маний. Цицерон называл Дентата «новым человеком», а также указывал на то, что тот приехал в Рим из муниципия. Согласно Плинию Старшему, Маний Курий получил свой когномен Dentatus («Зубастый») вследствие того, «что родился уже с зубами во рту».

## Биография

### Начало карьеры
Рождение Мания Курия в историографии датируют предположительно 321 годом до н. э. Он впервые упоминается в источниках как народный трибун. В этом качестве он противостоял влиятельному патрицию Аппию Клавдию, который, будучи интеррексом, отказался принимать голоса, поданные за плебейских кандидатов на консульских выборах. Дентат принудил сенат заранее одобрить избрание плебея; Цицерон считал это огромным достижением для того времени, а советский антиковед С. Ковалёв в связи с этими событиями причислил Мания Курия к «крупнейшим демократическим деятелям Рима».
Плебс наградил Мания Курия за его заслуги домом и участком земли в 500 югеров. Согласно Ливию (не упоминающему Дентата, но называющему год, в который Аппий Клавдий был интеррексом), эти события должны относиться к 298 году до н. э..

### Войны с италиками
В 290 году до н. э. Маний Курий был консулом совместно с патрицием Публием Корнелием Руфином. В тот год оба консула были посланы против самнитов. Победив в нескольких больших сражениях, они тем самым завершили Третью Самнитскую войну. Согласно заключённому мирному договору, был возобновлён формальный союз между Римом и самнитами, причём последние, видимо, не понесли каких-либо территориальных потерь. Вернувшись в Рим, Дентат и Руфин отпраздновали триумф.
Следствием разгрома самнитов стала война с сабинами, которые или сочувствовали самнитам, или даже поддерживали их. Маний Курий подавил «непродолжительное и бессильное сопротивление» и добился капитуляции сабинов. Большая часть их территории была аннексирована, а Дентат получил второй триумф в течение одного консульского срока. Согласно Орозию, масштабы второй победы оказались особенно впечатляющими: Маний Курий, «когда хотел сообщить в сенате о величине захваченной сабинской земли и о количестве захваченного народа, не смог это выразить числом». Уцелевшие сабины получили в том же году гражданство без права голоса.
Автор сочинения «О знаменитых людях» упоминает третий триумф Мания Курия над луканами, дата которого неизвестна.
В 284 году до н. э. после гибели при Арреции Луция Цецилия Метелла Дентера Маний Курий стал консулом-суффектом и продолжил войну с сенонами. Сначала он отправил к противнику послов, а когда те были убиты, разгромил сенонов в сражении. Результатом этой победы стало основание первой римской колонии на земле галлов — Сены Галльской. По другой версии, озвученной у Орозия, эти события имели место в 283 году до н. э., и Дентат сменил Луция Цецилия на посту претора.

### Пиррова война
Флор ошибочно утверждает, что очередное консульство Мания Курия, совместное с Гаем Фабрицием Лусцином, пришлось на 279 год до н. э., когда эпирский царь Пирр нанёс римлянам поражение при Аускуле. В действительности консулами этого года были Публий Деций Мус и Публий Сульпиций Саверрион, которые и командовали в битве с эпиротами, а Дентат впервые упоминается в связи с Пирровой войной в 275 году до н. э., когда он действительно стал консулом в очередной раз. Пирр незадолго до этого вернулся из Сицилии и провёл зиму 276/275 годов в Таренте или в Локрах, где готовился к решительной схватке за Южную Италию.
Римская республика находилась на тот момент не в лучшем положении. Затянувшаяся война и эпидемия чумы привели к заметному сокращению населения, а возвращение в Италию всё ещё непобедимого врага вызвало всеобщий ужас. В результате консулы столкнулись при наборе армии с серьёзными трудностями. Дентату пришлось впервые в истории Рима применить в качестве наказания для тех, кто уклонялся от воинской службы, конфискацию имущества с дальнейшей его распродажей; эта мера возымела нужный эффект.
Оба консула — Дентат и его коллега Луций Корнелий Лентул Кавдин — выступили в Южную Италию (вероятно, в первую очередь чтобы предотвратить предательство союзников), но действовали на разных направлениях. Лентул, видимо, перекрыл дорогу в Луканию и Бруттий, а Маний Курий двинулся в Самний. В этой ситуации Пирр решил разгромить консулов поодиночке и первый удар нанёс по армии Дентата.

### Битва при Беневенте
Античные писатели по-разному локализуют решающее сражение между римлянами и Пирром. Плутарх сообщает об окрестностях Беневента в Самнии, Флор и Орозий — об Арузинских полях в Лукании, Фронтин — об Арузинских полях у города Статуент или Фатуент. В историографии выдвигаются предположения, что эти поля в действительности находились недалеко от Беневента, и что именно там произошло сражение.
О численности армий ничего не известно. Только Орозий сообщает о 80 тысячах пехотинцев и 6 тысячах кавалеристов в войске Пирра, но большинство учёных считает эти данные неправдоподобными. Дентат занял возвышенность и решил дожидаться подкреплений из Лукании. Пирр же форсировал события: он направил часть своих сил в обход, чтобы атаковать римлян с двух сторон. Из-за незнания местности эпироты не успели закончить этот манёвр до рассвета, и Дентат, хотя и был застигнут врасплох, смог отразить атаку на лагерь. Затем он вывел свою армию в поле для решающей схватки. На одном фланге легионеры смогли потеснить врага, в то время как на другом римляне бежали до самых ворот лагеря, не выдержав соединённого натиска слонов, фаланги и эпирской конницы. Если верить Флору, исход битвы решила случайность: мать одного слона, раненного в схватке, услышав, как он жалобно трубит, пришла в ярость и перестала отличать свои боевые порядки от вражеских; согласно Орозию, римляне смогли обратить слонов в бегство с помощью зажигательных стрел и огненных плетей. Пирр отступил в Тарент.
В историографии ведётся дискуссия о реальном исходе битвы при Беневенте. Есть мнения о том, что в действительности Пирр не был разбит, что римляне одержали только «формальную победу» и что эпирский царь сохранил все шансы на успешное продолжение войны.
В последующие месяцы оба римских консула вели себя пассивно. Маний Курий стоял лагерем в Самнии, в то время как эпирский царь пытался найти подкрепления для своей армии. Потерпев в этом неудачу, Пирр был вынужден покинуть Италию; таким образом, сражение при Беневенте закрепило за Римом весь юг Апеннинского полуострова.
Триумф Мания Курия после победы при Беневенте источники признают великолепным. По Риму была пронесена богатейшая добыча — «золото, пурпур, знамёна, картины, тарентинская роскошь», но больше всего впечатлили римлян слоны, увиденные ими впервые.

### Поздние годы
После триумфа Маний Курий был избран консулом на следующий год (274 до н. э.). В это время шла успешная для Рима война с луканами, самнитами и бруттиями, продолжавшими сопротивление и после ухода Пирра в Грецию. По её окончании Маний Курий вернулся на свою усадьбу в земле сабинов, где посвятил себя сельскому хозяйству. Согласно Цицерону, неподалёку от этой усадьбы позже находились владения Катона Старшего.
В 272 году до н. э. Маний Курий стал цензором. На этой должности он отвёл воды Велийского озера в Лации в реку Нар и начал строительство акведука Anio Vetus, снабжавшего Рим водой из реки Анио. Основным источником финансирования были деньги от продажи захваченной в Пирровой войне добычи. Спустя два года сенат решил создать комиссию в составе Мания Курия и Марка Фульвия Флакка для завершения строительства, но уже через пять дней после назначения Маний Курий скончался.

## Память
В поздние времена Маний Курий почитался как один из благороднейших мужей Древнего Рима, образец аскетичности, сочетавший с высоким общественным положением и огромными заслугами перед родиной крайне простой образ жизни («совершенный образец и римской воздержанности, и выдающейся храбрости»); в этом отношении его ставили рядом с Луцием Квинкцием Цинциннатом и Гаем Фабрицием Лусцином (с последним его нередко путали) и вспоминали с любовью и благоговением. Источники приводят разные примеры воздержанности Мания Курия: его вызывали в сенат прямо из его усадьбы; из всей добычи, захваченной в многочисленных успешных войнах, он принёс домой только одну деревянную чашку. После захвата земель сабинов, когда каждый гражданин получил по семь югеров земли, сенат выделил было Манию Курию участок в сто югеров, но Дентат отказался принимать этот дар. Умер он таким бедным, что народу пришлось собирать приданое для его дочери. Такой образ — государственного мужа, воина и одновременно непритязательного землепашца — стал особенно востребованным из-за вытеснения в позднеантичной Италии мелкого частного хозяйства крупными латифундиями с характерной для них проблемой низкой эффективности рабского труда.
В ряде источников излагается сюжет о приходе к Дентату послов от самнитов, которые в условиях непрекращавшихся Самнитских войн попытались его подкупить, предложив ему много золота. Он же принял их, когда пёк на своём очаге репу, и отверг дары, сказав, что предпочитает есть из глиняной посуды, но повелевать теми, кто владеет золотом.
Мания Курия называли в числе старцев, которые «мудростью своей и авторитетом защищали государство». Отношения между Манием Курием и Тиберием Корунканием стали символом настоящей дружбы, которая не противоречит ни интересам государства, ни добросовестности по отношению к другим людям.
Живописцы Нового времени изображали Дентата готовящим репу; решительным жестом он отвергает золото и серебро, которое подносят ему самнитские послы в военной одежде. Особенно популярной была эта тема у художников итальянского барокко.

### Первоисточники
1. Fasti Capitolini. Сайт «История Древнего Рима». Дата обращения: 12 марта 2016.
2. Аврелий Виктор. О знаменитых людях // Римские историки IV века. — М.: Росспэн, 1997. — С. 179—224. — ISBN 5-86004-072-5.
3. Луций Анней Флор. Эпитомы // Малые римские историки. — М.: Ладомир, 1996. — С. 99—190. — ISBN 5-86218-125-3.
4. Валерий Максим. Достопамятные деяния и изречения. — СПб.: Издательство СПбГУ, 2007. — 308 с. — ISBN 978-5-288-04267-6.
5. Веллей Патеркул. Римская история // Малые римские историки. — М.: Ладомир, 1996. — С. 11—98. — ISBN 5-86218-125-3.
6. Авл Геллий. Аттические ночи. Книги 1 - 10. — СПб.: Издательский центр «Гуманитарная академия», 2007. — 480 с. — ISBN 978-5-93762-027-9.
7. Евтропий. Бревиарий римской истории. — СПб.: Алетейя, 2001. — 305 с. — ISBN 5-89329-345-2.
8. Тит Ливий. История Рима от основания города. — М.: Наука, 1989. — Т. 1. — 576 с. — ISBN 5-02-008995-8.
9. Тит Ливий. История Рима от основания города. — М.: Наука, 1994. — Т. 3. — 768 с. — ISBN 5-02-008959-1.
10. Павел Орозий. История против язычников. — СПб.: Издательство Олега Абышко, 2004. — 544 с. — ISBN 5-7435-0214-5.
11. Плиний Старший. [[Естественная история (Плиний)|Естественная история]]. Дата обращения: 27 ноября 2015.
12. Плутарх. Сравнительные жизнеописания / перевод С. П. Маркиша, подготовка комментариев С. С. Аверинцева, переработка текста комментариев М. Л. Гаспарова. — второе. — СПб.: Наука, 1994. — Т. 3. — 672 с. — ISBN 5-306-00240-4.
13. Полибий. Всеобщая история. — М.: АСТ, 2004. — Т. 1. — 765 с. — ISBN 5-02-028228-6.
14. Фронтин. Римские водопроводы. Сайт «Симпосий». Дата обращения: 27 октября 2015. Архивировано из оригинала 15 апреля 2016 года.
15. Цицерон. Брут // Три трактата об ораторском искусстве. — М.: Ладомир, 1994. — С. 253—328. — ISBN 5-86218-097-4.
16. Цицерон. О старости. О дружбе. Об обязанностях. — М.: Наука, 1974. — 248 с.
17. Цицерон. Письма Марка Туллия Цицерона к Аттику, близким, брату Квинту, М. Бруту. — СПб.: Наука, 1949. — Т. 1. — 534 с.
18. Цицерон. Речи. — М.: Наука, 1993. — 448 с. — ISBN 5-02-011168-6.

### Вторичные источники
1. Broughton T. Magistrates of the Roman Republic. — New York: American Philological Association, 1951. — Vol. I. — 600 p. — (Philological Monographs).
2. Sumner G. Orators in Cicero's Brutus: prosopography and chronology. — Toronto: University of Toronto Press, 1973. — 197 с. — ISBN 978-0802052810.
3. История римской литературы. — М.: Издательство АН СССР, 1962. — Т. 2. — 484 с.
4. Казаров С. История царя Пирра Эпирского. — СПб.: Издательство СПбГУ, 2009. — 521 с. — (Res militaris). — ISBN 978-5-288-04749-7.
5. Ковалёв С. История Рима. — М.: Полигон, 2002. — 944 с. — ISBN 5-89173-171-1.
6. Моммзен Т. История Рима. — Ростов-на-Дону: Феникс, 1997. — Т. 1. — 642 с. — ISBN 5-222-00046-X.
7. Светлов Р. Пирр и военная история его времени. — СПб.: Издательство СПбГУ, 2006. — 355 с. — ISBN 5-288-03892-9.
8. Утченко С. Политические учения Древнего Рима. — М.: Наука, 1977. — 256 с.
9. Холл Д. Словарь сюжетов и символов в искусстве = Dictionary of Subjects and Symbols in Art / пер. с англ. — М.: Крон-Пресс, 1996. — 656 с. — ISBN 5-232-00326-7.